# Гутау
Гутау или Хућина (њем. Guttau, глсрп. Hućina) општина је у њемачкој савезној држави Саксонија. Једно је од 63 општинска средишта округа Бауцен. Према процјени из 2010. у општини је живјело 1.649 становника. Посједује регионалну шифру (AGS) 14625210.

## Географски и демографски подаци
Гутау се налази у савезној држави Саксонија у округу Бауцен. Општина се налази на надморској висини од 146 метара. Површина општине износи 41,7 km². У самом мјесту је, према процјени из 2010. године, живјело 1.649 становника. Просјечна густина становништва износи 40 становника/km².